# Вилороговые

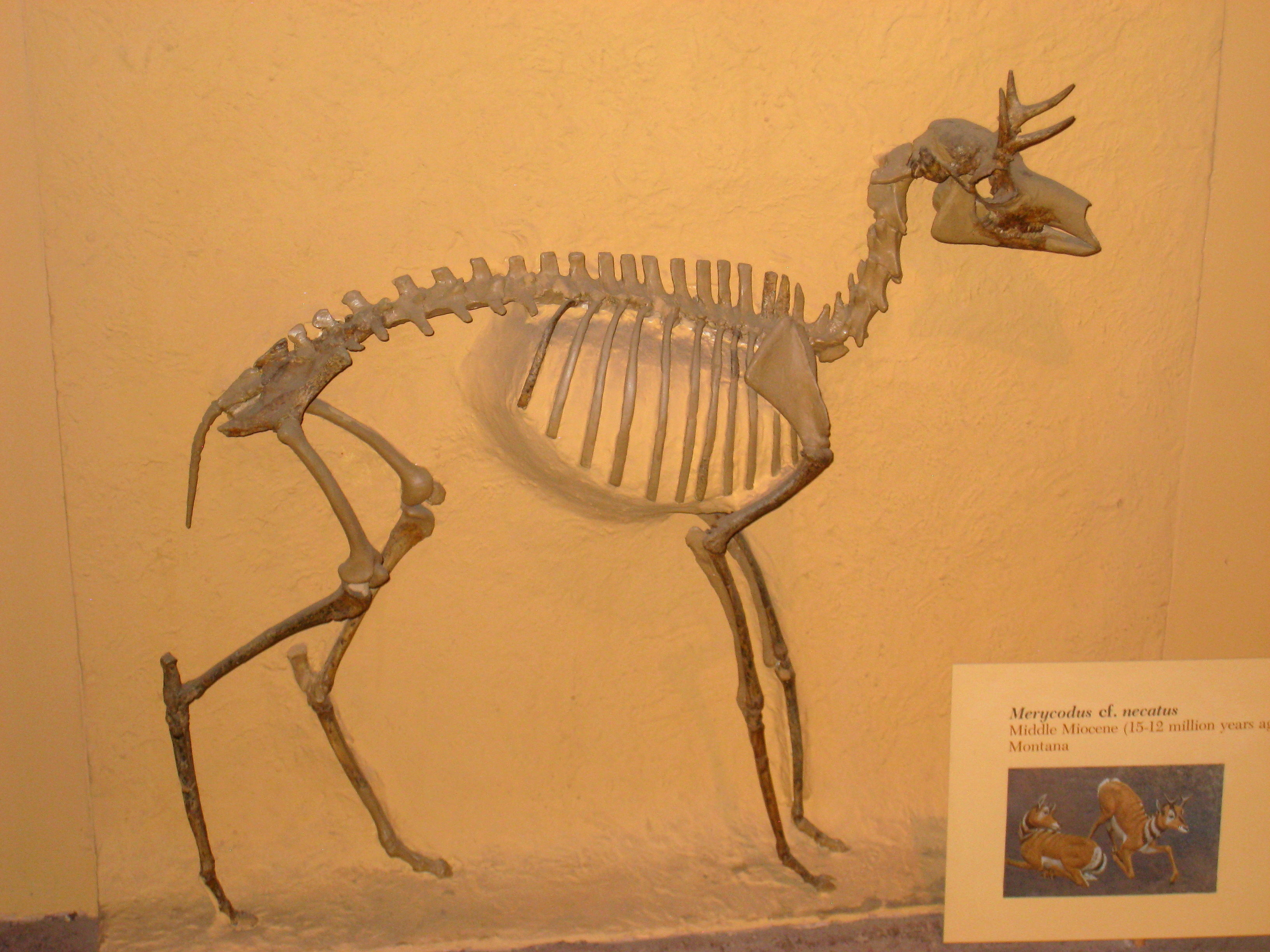
Скелет Merycodus nectatus

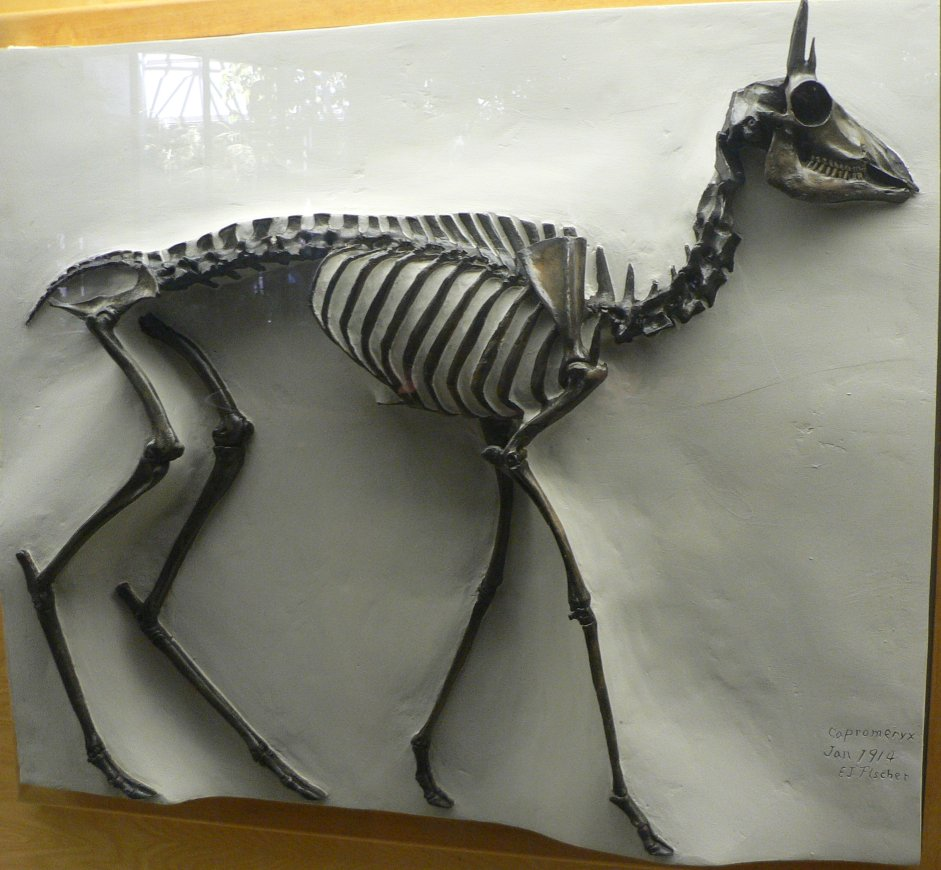
Скелет Capromeryx minor

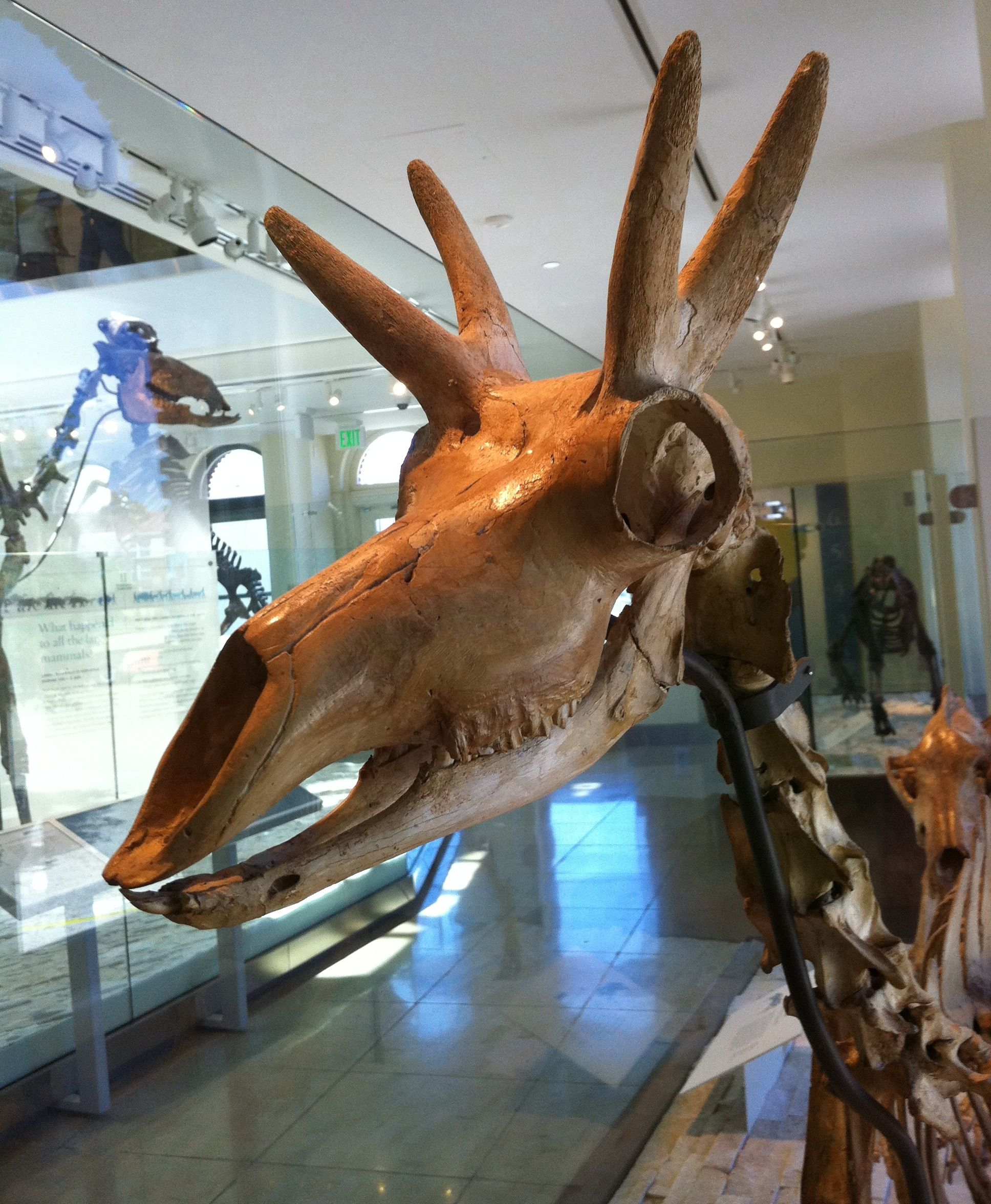
Череп Stockoceros conklingi

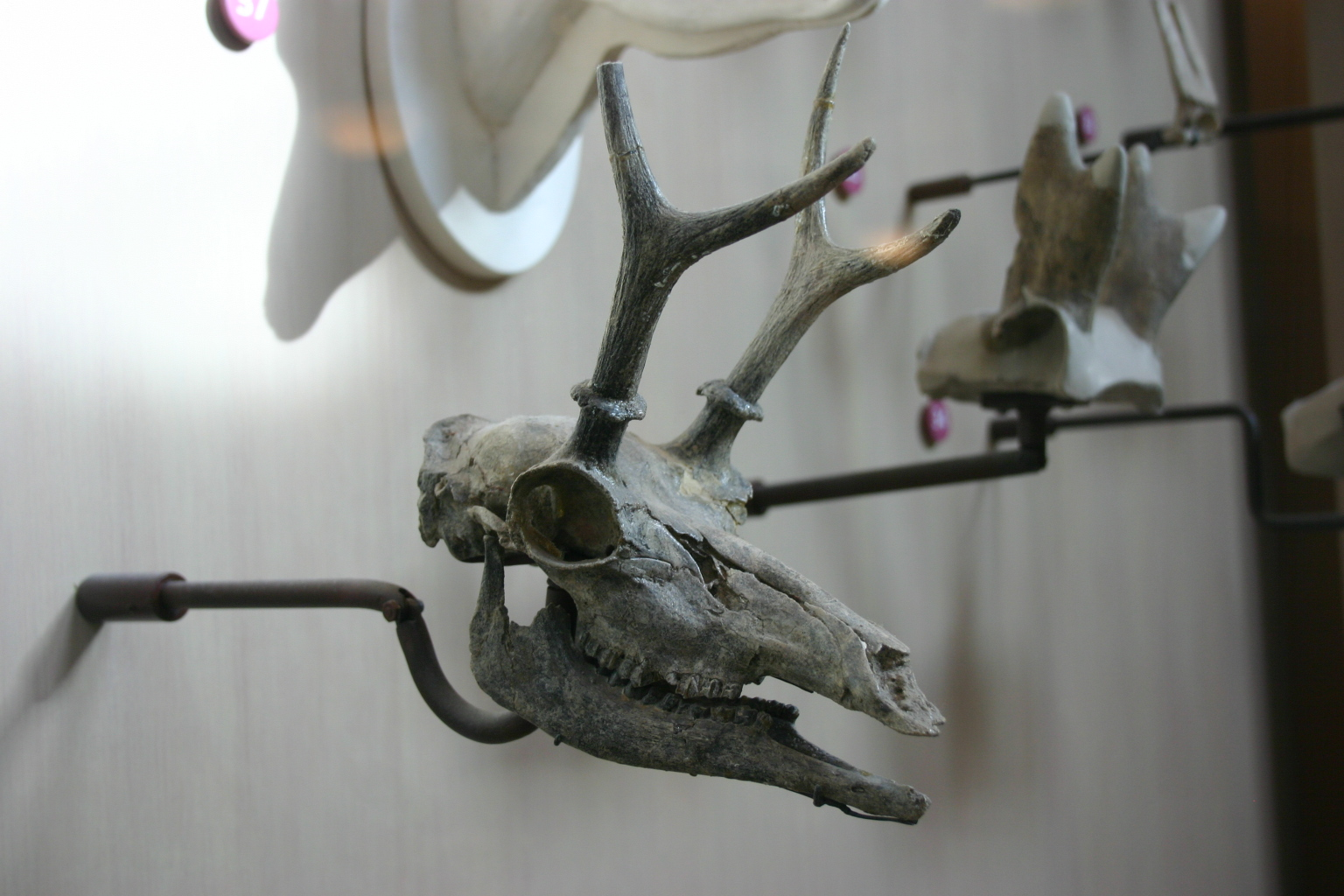
Череп Cosoryx furcatus

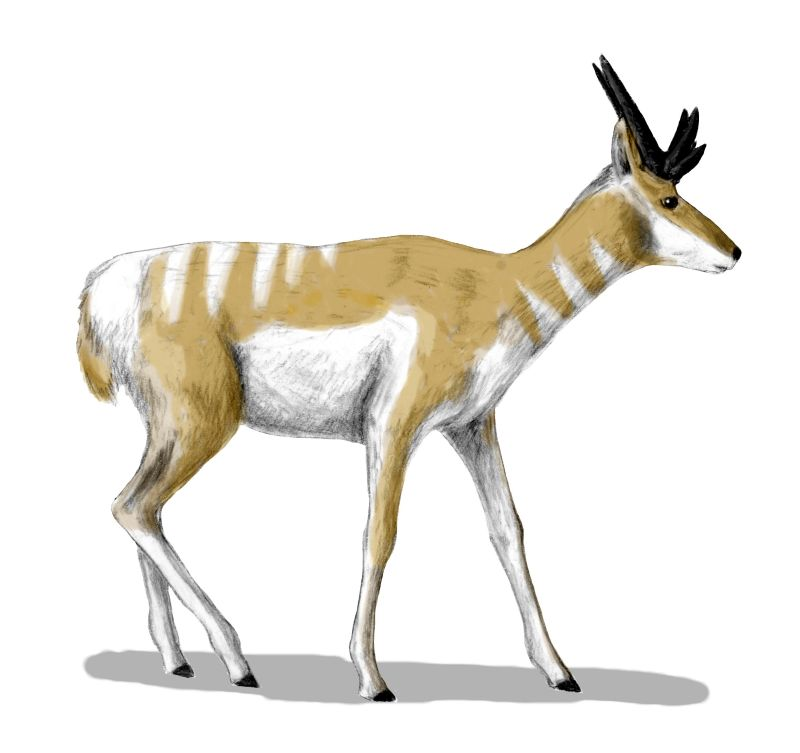
Osbornoceros osborni (реконструкция)

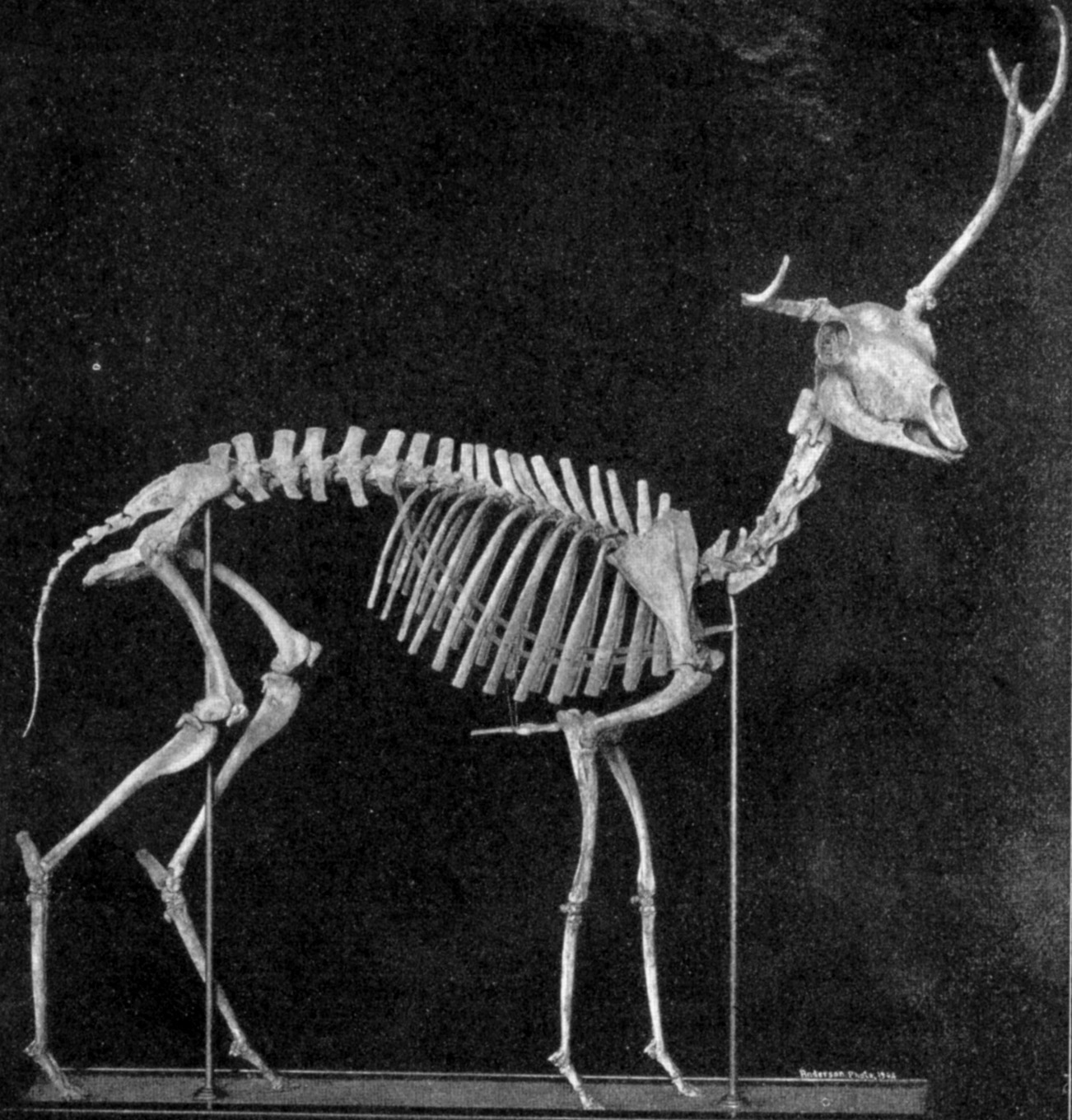
Скелет Ramoceros osborni

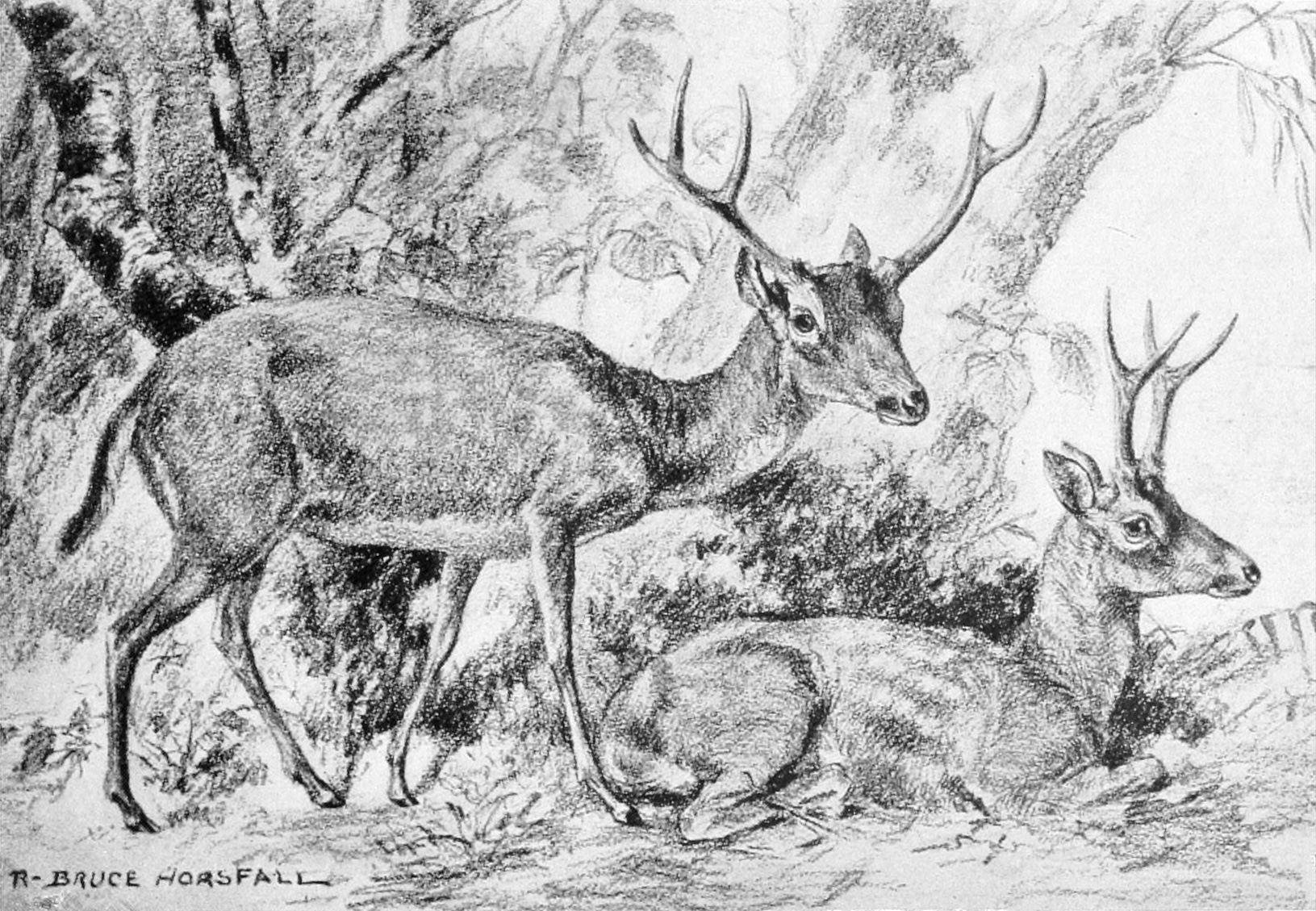
Ramoceros osborni (реконструкция)

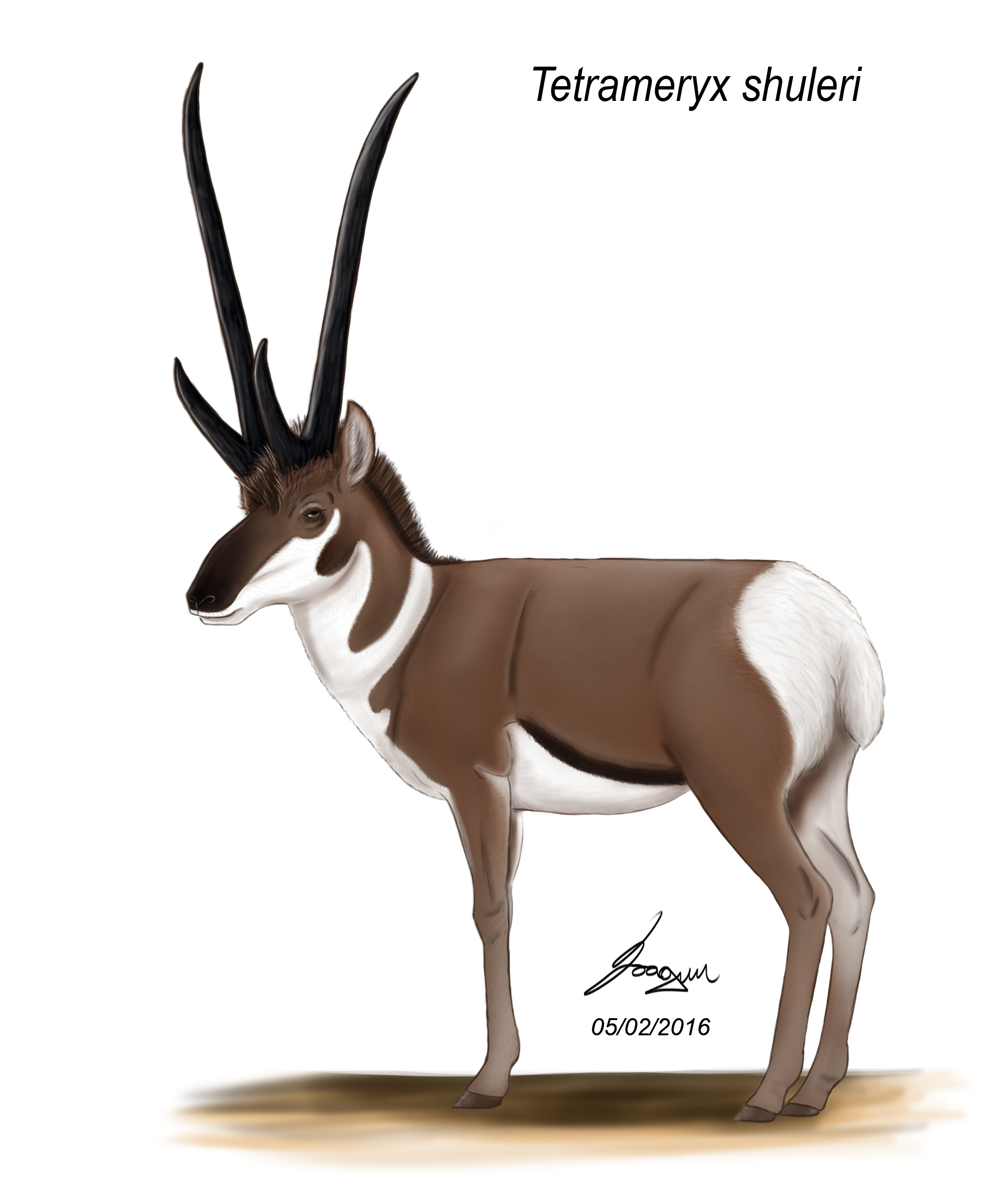
Tetrameryx shuleri (реконструкция)

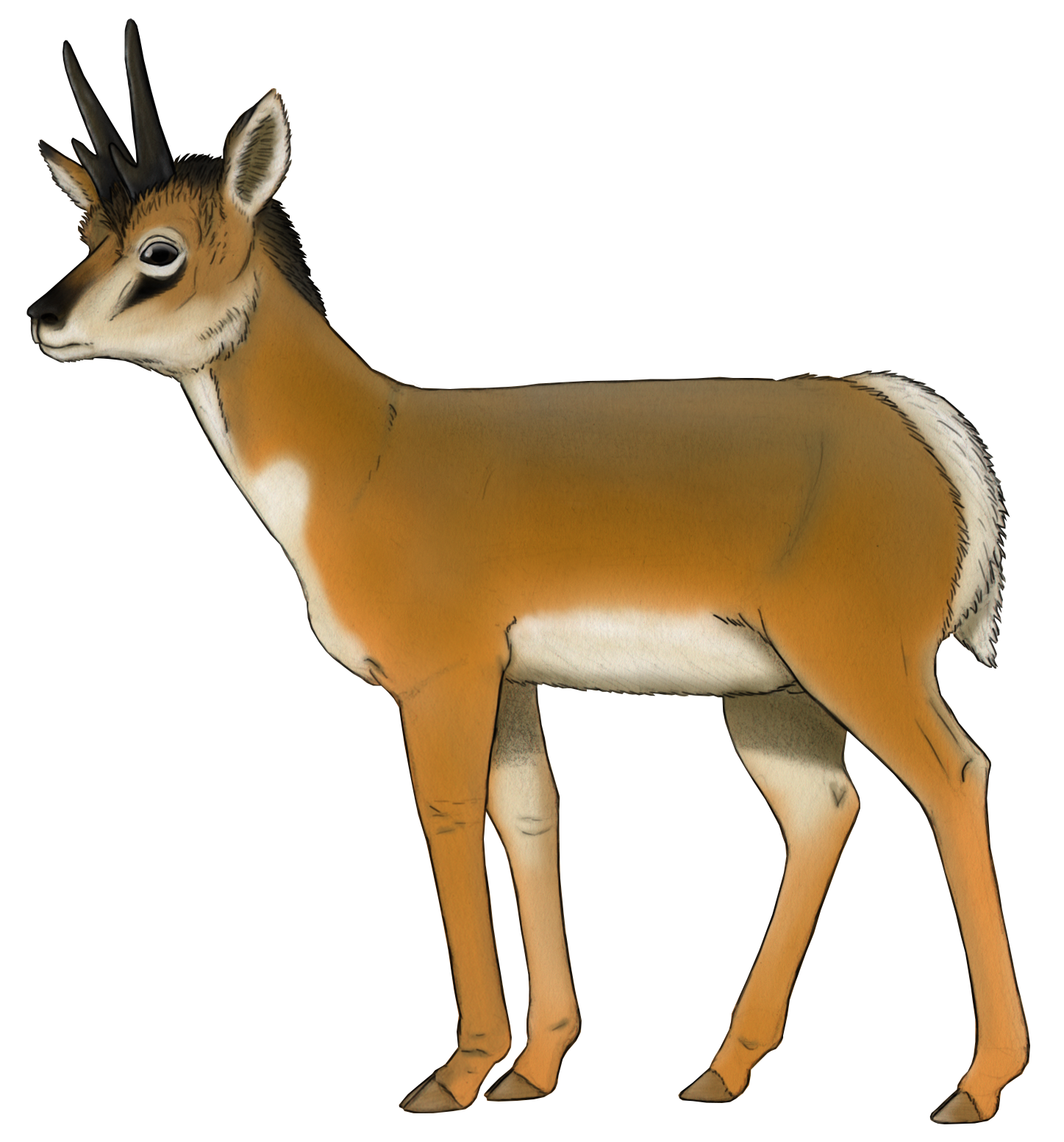
Capromeryx minor (реконструкция)

Вилороговые (лат. Antilocapridae) — семейство жвачных парнокопытных млекопитающих, эндемичное для Северной Америки, за пределы которой они никогда не проникали. Вероятно, сестринская группа для полорогих, иногда включается в одно надсемейство c оленевыми. Первые вилороговые появились в позднем олигоцене. Единственный современный вид — вилорог, распространён в степях западной части США, юго-запада Канады и севера Мексики.
Формой тела вилороговые похожи на антилоп. Рога вилороговых, так же как и полорогих, представляют собой костные стержни, покрытые роговыми чехлами. Но, в отличие от полорогих, эти чехлы ежегодно сбрасываются после окончания сезона размножения, а затем отрастают вновь. Также в отличие от полорогих у вилороговых боковые пальцы постепенно редуцировались, осталась только кость плюсны. Зубная формула и сложный четырёхкамерный желудок такие же как и у остальных жвачных.

## Эволюция
Вилороговые эволюционировали в Северной Америке, где заняли экологическую нишу полорогих, развивавшихся в Старом Свете. В течение миоцена и плиоцена они были разнообразной и успешно развивающейся группой с множеством разных видов. Некоторые представители семейства имели по 4 (Hayoceros) и даже 6 рогов. У некоторых, например у Osbornoceros, рога были ровные, слегка изогнутые, у других, Paracosoryx, уплощённые с раздвоенными концами, или веерообразные (Ramoceros).

## Классификация
В семействе вилороговые 2 подсемейства с 22 родами. В настоящее время известно около 70 ископаемых видов.
- Подсемейство Antilocaprinae
  - Триба Antilocaprini
    - Род Antilocapra — Вилороги
      - Antilocapra americana — Вилорог

    - Род Texoceros †
      - Texoceros altidens †
      - Texoceros edensis †
      - Texoceros guymonensis †
      - Texoceros minorei †
      -  Texoceros texanus  †
      -  Texoceros vaughani  †

  - Триба Ilingoceratini †
    - Род Ilingoceros †
      -  Ilingoceros alexandrae  †
      -  Ilingoceros schizoceros  †

    - Род Ottoceros †
      -  Ottoceros peacevalleyensis †

    - Род Plioceros  †
      -  Plioceros blicki  †
      -  Plioceros dehlini  †
      -  Plioceros floblairi  †

    - Род Sphenophalos †
      -  Sphenophalos garciae  †
      -  Sphenophalos middleswarti  †
      -  Sphenophalos nevadanus  †

  - Триба Proantilocaprini †
    - Род Proantilocapra  †
      -  Proantilocapra platycornea  †

    - Род Osbornoceros  †
      -  Osbornoceros osborni  †

  - Триба Stockoceratini †
    - Род Capromeryx (= Breameryx) †
      -  Capromeryx arizonensis  (= B. arizonensis) †
      -  Capromeryx furcifer  (= B. minimus, C. minimus) †
      -  Capromeryx gidleyi  (= B. gidleyi) †
      -  Capromeryx mexicana  (= B. mexicana) †
      -  Capromeryx minor  (= B.minor) †
      -  Capromeryx tauntonensis  †

    - Род Ceratomeryx †
      -  Ceratomeryx prenticei  †

    - Род Hayoceros †
      -  Hayoceros barbouri  †
      -  Hayoceros falkenbachi  †

    - Род Hexameryx †
      -  Hexameryx simpsoni  †

    - Род Hexobelomeryx †
      -  Hexobelomeryx fricki  †
      -  Hexobelomeryx simpsoni  †

    - Род Stockoceros †
      -  Stockoceros conklingi  †
      -  Stockoceros onusrosagris  †

    - Род Tetrameryx †
      -  Tetrameryx irvingtonensis  †
      -  Tetrameryx knoxensis  †
      -  Tetrameryx mooseri  †
      -  Tetrameryx shuleri  †
      -  Tetrameryx tacubayensis  †
- Подсемейство Merycodontinae †
  - Род Cosoryx †
    -  Cosoryx agilis  †
    -  Cosoryx cerroensis  †
    -  Cosoryx furcatus  †
    -  Cosoryx ilfonensis  †
    -  Cosoryx trilateralis  †

  - Род Merriamoceros †
    -  Merriamoceros coronatus  † — средний миоцен Калифорнии[6]

  - Род Meryceros †
    -  Meryceros crucensis  †
    -  Merycerus crucianus  †
    -  Meryceros hookwayi  †
    -  Meryceros joraki  †
    -  Meryceros major  †
    -  Meryceros nenzelensis  †
    -  Meryceros warreni  †

  - Род Merycodus †
    -  Merycodus furcatus  †
    -  Merycodus grandis  †
    -  Merycodus necatus  †
    -  Merycodus prodromus  †
    -  Merycodus sabulonis  †

  - Род Paracosoryx †
    -  Paracosoryx alticornis  †
    -  Paracosoryx burgensis  †
    -  Paracosoryx dawesensis  †
    -  Paracosoryx furlongi  †
    -  Paracosoryx loxoceros  †
    -  Paracosoryx nevadensis  †
    -  Paracosoryx wilsoni  †

  - Род Ramoceros †
    -  Ramoceros brevicornis  †
    -  Ramoceros marthae  †
    -  Ramoceros merriami  †
    -  Ramoceros osborni  †
    -  Ramoceros palmatus  †
    -  Ramoceros ramosus  †

  - Род Submeryceros †
    -  Submeryceros crucianus  †
    -  Submeryceros minimus  †
    -  Submeryceros minor  †